# Molí de l'Abellot
El Molí de l'Abellot, també anomenat Molí de Sant Salvador, és un antic molí del terme municipal de Gavet de la Conca, dins de l'antic terme de Sant Salvador de Toló. Pertanyia al poble de Castellnou.
Està situada al nord-est del petit nucli de Castellnou, al sud-oest del de Covet, a l'esquerra del riu de Conques.